# آنا هاتسل
آنا هاتسل (اوکراینی: Ганна Гуцол؛ زادهٔ ۱۶ اکتبر ۱۹۸۴) یک اقتصاددان، و فعال حقوق بشر اهل اوکراین است. وی از سال ۲۰۰۸ میلادی تاکنون مشغول فعالیت بوده و مؤسس حرکت فمن است.

## زندگی
هاتسل در روسیه به دنیا آمد اما به اکراین با والدینش در سال ۱۹۹۱ نقل مکان کرد. وی اقتصاددان است، وی همچنین همکار سابق تینا کارول بوده‌است.
در ۱۶ نوانبر ۲۰۱۲ هاتسل در فرودگاه پولکوو در سنت پترزبورگ روسیه دستگیر و اجازه ورود به روسیه به او داده نشد. اورا به مبدأیی که آمده بود یعنی پاریس برگرداندند.